# La Chapelle-Rablais
La Chapelle-Rablais – miejscowość i gmina we Francji, w regionie Île-de-France, w departamencie Sekwana i Marna.
Według danych na rok 1990 gminę zamieszkiwało 755 osób, a gęstość zaludnienia wynosiła 49 osób/km² (wśród 1287 gmin regionu Île-de-France La Chapelle-Rablais plasuje się na 699. miejscu pod względem liczby ludności, natomiast pod względem powierzchni na miejscu 160.).